# Sarcophaga spangleri
Sarcophaga spangleri är en tvåvingeart som beskrevs av Reed 1973. Sarcophaga spangleri ingår i släktet Sarcophaga och familjen köttflugor.
Artens utbredningsområde är Uganda. Inga underarter finns listade i Catalogue of Life.